# Rhacophorus
A Rhacophorus a kétéltűek (Amphibia) osztályába és  a békák (Anura) rendjébe és a evezőbékafélék (Rhacophoridae) családjába tartozó nem. A nembe tartozó fajok Ázsia és Délkelet-Ázsia trópusi részein honosak.
A nembe tartozó békafajoknak hosszú ujjaik vannak, melyek között erős úszóhártya található. A hártya segítségével ugrásuk egyfajta siklássá alakul, mellyel fáról-fára képesek mozogni. E miatt a tulajdonságuk miatt repülő békáknak is nevezik őket.

## Rendszerezés
A nembe az alábbi fajok tartoznak:
- Rhacophorus annamensis Smith, 1924
- Rhacophorus baluensis Inger, 1954
- Rhacophorus barisani Harvey, Pemberton, and Smith, 2002
- Rhacophorus bengkuluensis Streicher, Hamidy, Harvey, Anders, Shaney, Kurniawan, and Smith, 2014
- Rhacophorus bifasciatus Van Kampen, 1923
- Rhacophorus bipunctatus Ahl, 1927
- Rhacophorus borneensis Matsui, Shimada, and Sudin, 2013
- Rhacophorus calcadensis Ahl, 1927
- Rhacophorus calcaneus Smith, 1924
- Rhacophorus catamitus Harvey, Pemberton, and Smith, 2002
- Rhacophorus edentulus Müller, 1894
- Rhacophorus exechopygus Inger, Orlov, and Darevsky, 1999
- Rhacophorus georgii Roux, 1904
- Rhacophorus helenae Rowley, Tran, Hoang, and Le, 2012
- Rhacophorus hoabinhensis Nguyen, Pham, Nguyen, Ninh, and Ziegler, 2017
- Rhacophorus hoanglienensis Orlov, Lathrop, Murphy, and Ho, 2001
- Rhacophorus indonesiensis Hamidy and Kurniati, 2015
- Rhacophorus kio Ohler and Delorme, 2006
- Rhacophorus laoshan Mo, Jiang, Xie, and Ohler, 2008
- Rhacophorus larissae Ostroshabov, Orlov, and Nguyen, 2013
- Rhacophorus lateralis Boulenger, 1883
- Rhacophorus malabaricus Jerdon, 1870
- Rhacophorus margaritifer (Schlegel, 1837)
- Rhacophorus marmoridorsum Orlov, 2008
- Rhacophorus modestus Boulenger, 1920
- Rhacophorus monticola Boulenger, 1896
- Rhacophorus nigropalmatus Boulenger, 1895
- Rhacophorus norhayatii Chan and Grismer, 2010
- Rhacophorus orlovi Ziegler and Köhler, 2001
- Rhacophorus pardalis Günther, 1858
- Rhacophorus poecilonotus Boulenger, 1920
- Rhacophorus pseudomalabaricus Vasudevan and Dutta, 2000
- Rhacophorus reinwardtii (Schlegel, 1840)
- Rhacophorus rhodopus Liu and Hu, 1960
- Rhacophorus robertingeri Orlov, Poyarkov, Vassilieva, Ananjeva, Nguyen, Sang, and Geissler, 2012
- Rhacophorus spelaeus Orlov, Gnophanxay, Phimminith, and Phomphoumy, 2010
- Rhacophorus subansiriensis Mathew and Sen, 2009
- Rhacophorus translineatus Wu, 1977
- Rhacophorus tuberculatus (Anderson, 1871)
- Rhacophorus turpes Smith, 1940
- Rhacophorus vampyrus Rowley, Le, Thi, Stuart, and Hoang, 2010
- Rhacophorus vanbanicus Kropachev, Orlov, Ninh, and Nguyen, 2019
- Rhacophorus verrucopus Huang, 1983
- Rhacophorus viridimaculatus Ostroshabov, Orlov, and Nguyen, 2013